# ヨーロッパアカガエル
ヨーロッパアカガエル (学名: Rana temporaria) は、アカガエル科のカエルである。

## 形態
全長は6-9センチメートルで、大抵メスのほうが大きい。擬態する。色については脇腹と背中は黄緑、こげ茶、茶、黄土、灰、黄色など、明るさも変化。スコットランドには赤と黒の混ざったような色の種もありまた、交尾の時期にその色は青に変わる。また、アルビノの本種は薄黄色の肌と赤の眼を持つ。
本種の脇腹、脚、背中は不規則に暗い斑点に覆われている。また通常本種の首の背にシェブロンの形の斑点がある。
他の両生類とは違い、本種に縞模様は無く、背部にはっきりしない一本の縞がある場合があるが、大抵は何もない。
腹部は白か黄色(稀にメスはオレンジ)で茶色もしくはオレンジの斑点がある場合もある。
後ろ脚は比較的短く、水かきをもつ。眼は茶色で、幼いカエルは透明。瞼は透明で水面下でも眼を守っている。水中メガネと俗に呼ばれるものがその眼と鼓膜を守る。
オスとメスは人差指のこぶの有無により見分けられるが、難しい。このこぶが交尾の際出る。交尾の時オスは鳴き声を出しその後のどが青くなる。交尾の時期オスは灰色がかった緑色になり、メスは茶色と赤になる。

生息地が同じのヨーロッパヒキガエルと混同されやすいが、本種のほうが大きい点、はねる点、歩き方の点が違う。その上、本種は鼻が尖り、肌がなめらかで、ヨーロッパヒキガエルはいぼがある。本種には目の横に暗い斑点があるが、ヨーロッパヒキガエルには無い。

卵の成長の様子

## 分布
北極圏などの最北部のヨーロッパ、最東部のウラル山脈、大半を除くイベリア半島、南部のイタリア、南部のバルカン半島に多く生息する。
他にはアルバニア、アンドラ、オーストリア、ベラルーシ、ベルギー、ブルガリア、クロアチア、チェコ共和国、デンマーク、フィンランド、フランス、ドイツ、ギリシア、ハンガリー、アイルランド、リヒテンシュタイン、ルクセンブルク、マケドニア共和国、オランダ、ノルウェー、ポーランド、ルーマニア、サンマリノ、セルビア・モンテネグロ、スロバキア、スロベニア、スペイン、スウェーデン、スイス、イギリスに生息。
最西部のアイルランドにも生息し、その場合は外来種である。

## 食性
繁殖期には何も食べない。成長した本種は昆虫(特にハエ)、カタツムリ、ナメクジ、蠕虫などの無脊椎動物を長く粘着性のある舌で捕食する。住む所によって餌は全く異なる。年老いた本種は農地に、若いものは水に棲む。
オタマジャクシは草食性で、藻、デトリタスなどを捕食する。

## 生息地と習性
一年近くは活発で、その後イギリスで10月から1月にかけて冬眠し、2月に目覚める。そしてアルプス山脈などの池に移動し、6月にはそこを離れる。
冬眠は流れる水の中、ぬかるんだ穴の中、腐植質の層の中、泥沼の底でする。その間はずっと皮膚呼吸をしている。

## 繁殖
池のようなところで5月から繁殖する。オスは鳴き求愛し、成功するとメスの上に乗り、交尾する。約4000個の卵を産む。

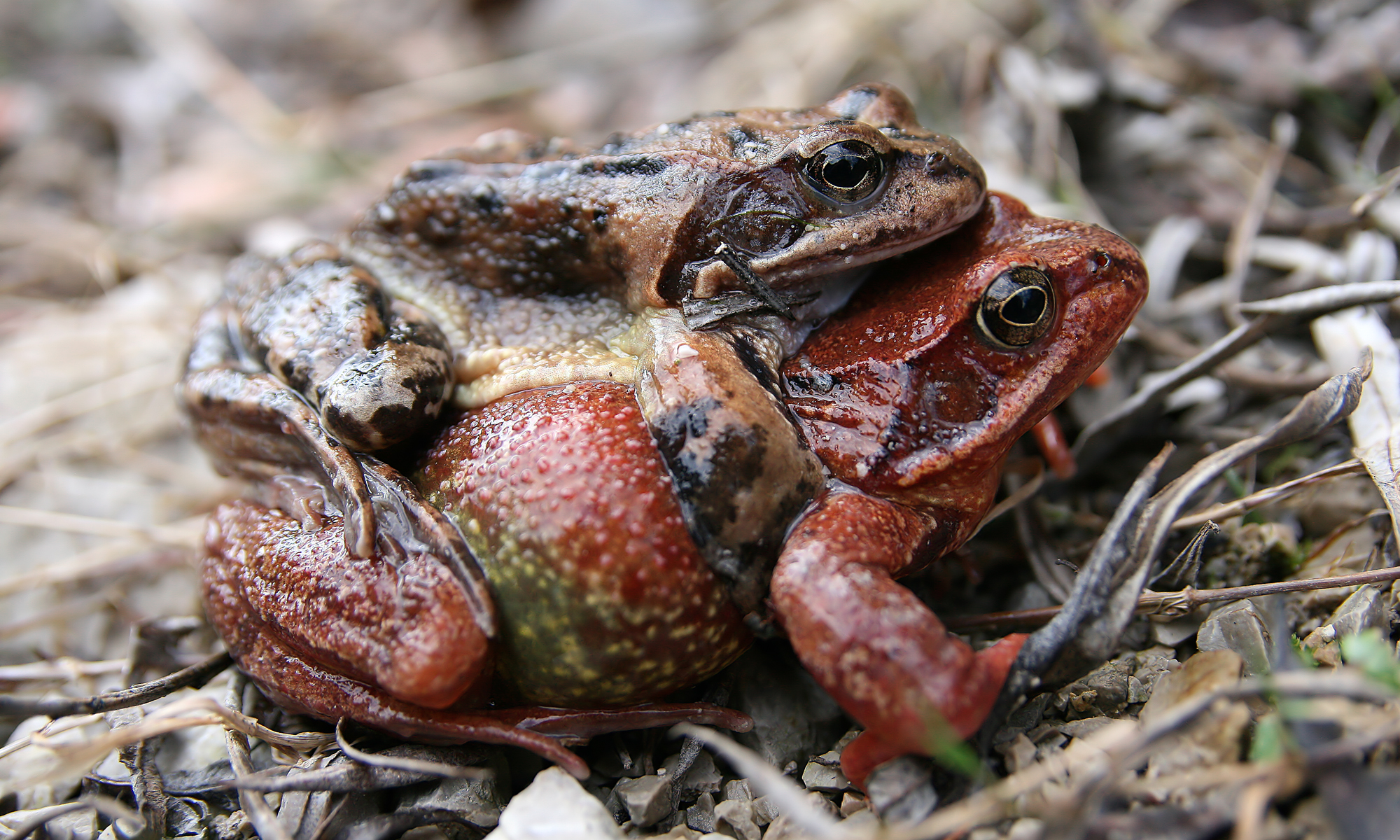
交尾の様子